# بولدوک‌لو (کوزان)
بولدوک‌لو (به ترکی استانبولی: Bulduklu) یک منطقهٔ مسکونی در ترکیه است که در قوزان (ترکیه) واقع شده‌است.